# Франсіско Камера
Франсіско Камера (ісп. Francisco Cámera, нар. 1 січня 1944) — уругвайський футболіст, що грав на позиції захисника. Виступав, зокрема, за клуби «Монтевідео Вондерерс» та «Белья Віста», а також національну збірну Уругваю.

## Клубна кар'єра
У дорослому футболі дебютував 1962 року виступами за команду «Монтевідео Вондерерс», у складі якого разом з Віктором Гальяноне, Ернесто Ледесмою, Вальтером Таїбо та Нельсоном Діасом виграв другий дивізіон чемпіонату Уругваю. У 1967 року підсилив «Нью-Йорк Скайлайнерс», який виступав у Північноамериканській футбольній лізі. 
1968 року уклав контракт з клубом «Платенсе» (Вісенте-Лопес), який виступав у вищому дивізіоні аргентинського чемпіонату. У 1970 року перейшов до столичного клубу «Белья Віста», якому того ж сезону у Прімера Дивізіоні допоміг посісти 7-ме місце. Завершив кар'єру гравця у команді «Рентістас».

## Виступи за збірну
У 1970 році викликався до національної збірної Уругваю. У складі збірної поїхав на чемпіонат світу 1970 року у Мексиці, але на турнірі не зіграв жодного офіційного матчу.

## Досягнення
«Монтевідео Вондерерс»
- Сегунда Дивізіон Уругваю
  -  Чемпіон (1): 1962